# NVIS

NVIS-Wellenausbreitung:
während die Bodenwelle (blau) sich nicht ausbreiten kann, ist eine HF-Abdeckung über die an der Ionosphäre reflektierten Raumwellen (rot) im ersten Hop (~500 km) sichergestellt.

Mit NVIS (Near Vertical Incidence Skywave) bezeichnet man eine besondere Sendeart auf der Mittel- und Kurzwelle. Dabei wird die elektromagnetische Welle sehr steil (im Winkel von 80° bis 90° zur Horizontalen) mit Steilstrahlantennen in den Himmel gestrahlt, um Nahschwund-Effekte zu verringern und die Tote Zone zu unterdrücken.
Im Gegensatz zur schwundmindernden Antenne, welche nur Flachstrahlung sendet, arbeitet NVIS nur mit Steilstrahlung.
Eingesetzt wird dieses Verfahren von Rundfunkbetreibern, Funkamateuren, dem Militär und Hilfsorganisationen.

## Frequenz
Die eingesetzte Frequenz liegt dabei unter der MUF (Maximum Usable Frequency) und über der LUF (Lowest Usable Frequency). Gut verwendbar ist dazu der Bereich um 5 MHz. Daher weisen immer mehr Fernmeldeverwaltungen auch den Funkamateuren Frequenzen oder Frequenzbereiche in diesem Band zu.

## Zusammenhang mit der Wellenlänge
Um Steilstrahlung zu erzeugen, darf die horizontale Antenne nicht wesentlich höher als λ/4 sein. Bei Höhen geringer als λ/10 steigen die Verluste durch die Kopplung mit dem Boden.

## Benutzte Ionosphären-Schichten

### Bei Kurzwelle
Die Ausbreitung erfolgt auf Kurzwelle über die Ionosphäre in ca. 300 km Höhe (F-Schicht). Die abgestrahlte Welle muss also ungefähr das Doppelte der Wegstrecke zur F-Schicht zurücklegen. Dadurch ist der Ausbreitungsweg und die Dämpfung ziemlich unabhängig von der Entfernung A–B der beiden Station, konstanter Pegel im Versorgungsbereich.
Während des Tages baut sich jedoch in einer Höhe von etwas weniger als 100 km die D-Schicht auf. Sie dämpft Wellen auf ihrem Weg über die F-Schicht zwei Mal. Je tiefer die gewählte Frequenz für die Übertragung, umso höher die Dämpfung im Quadrat: {\displaystyle D\sim 1/f^{2}}. Deswegen ist es empfehlenswert, die Frequenz möglichst hoch zu wählen. Es darf jedoch keine Frequenz oberhalb der MUF für die jeweilige Entfernung gewählt werden.
Üblicherweise werden für Kurzwellen-NVIS-Ausbreitung Frequenzen zwischen 3 und 10 MHz verwendet, hauptsächlich abhängig von Tages- und Jahreszeit sowie Anzahl der Sonnenflecken (SSN).

### Bei Mittelwelle
Mittelwelle wird am Tag an der E-Schicht reflektiert. Diese Schicht verschwindet bei Dunkelheit, dann wird auch die Mittelwelle über die F-Schicht übertragen.
Die MUF ist kein fester Wert, sondern hängt vom Abstrahlwinkel ab.

### Untersuchung durch Ionosonden
Bei senkrechter Strahlung (90°) in die Ionosphäre spricht man von der foF2. Diese Senkrechtstrahlung in MHz wird durch Ionosphären-Sonden im Minutenabstand ermittelt und kann live im Internet verfolgt werden. In Deutschland gibt es eine Sonde in Juliusruh. Auch die belgische Sonde in Dourbes ist nützlich, speziell für den westlichen Teil des deutschen Sprachgebietes. Die Sonde in Průhonice bei Prag ist nützlich für den südöstlichen Teil des deutschen Sprachraums.